# Langreo
Langreo (en asturiano: Llangréu) es un concejo de la comunidad autónoma del Principado de Asturias, España, y una ciudad, capital de dicho concejo. El concejo limita al norte con Siero y con Noreña, al oeste con Oviedo, al sur con Mieres y al este con San Martín del Rey Aurelio. Cuenta con una población de 38 282 habitantes (INE 2024).
Langreo, que fue uno de los núcleos industriales más importantes del país, forma parte de una gran área metropolitana que abarca dieciocho concejos del centro de la región, vertebrada con una densa red de carreteras, autopistas y ferrocarriles y con una población de 835 053 habitantes que la convierten en la séptima de España, formando parte además del «ocho asturiano».
La ciudad de Langreo es la capital del concejo del mismo nombre, siendo su topónimo oficial «Llangréu/Langreo». Cuenta con una población superior a los 30 000 habitantes (la 4.ª más poblada del Principado de Asturias), distribuidos principalmente entre los distritos de La Felguera y Sama.

## Toponimia
En virtud del decreto 73/2005 de 17 de julio de 2005, publicado en el BOPA del 25 de ese mismo mes, fueron aprobadas las formas oficiales de los topónimos del concejo, pasando a ser oficiales las denominaciones en asturiano, salvo en los casos de Llangréu/Langreo y Tiuya/Tuilla, en los que se mantuvo la forma bilingüe.
Hubo una cierta polémica en torno al nombre que debía adquirir la capital. En principio, La Junta de Toponimia propuso la forma «Llangreo», que supuestamente se conserva de manera relicta entre los langreanos de mayor edad, pero finalmente, por decisión del propio municipio, fue asumida la forma «Llangréu».

## Geografía

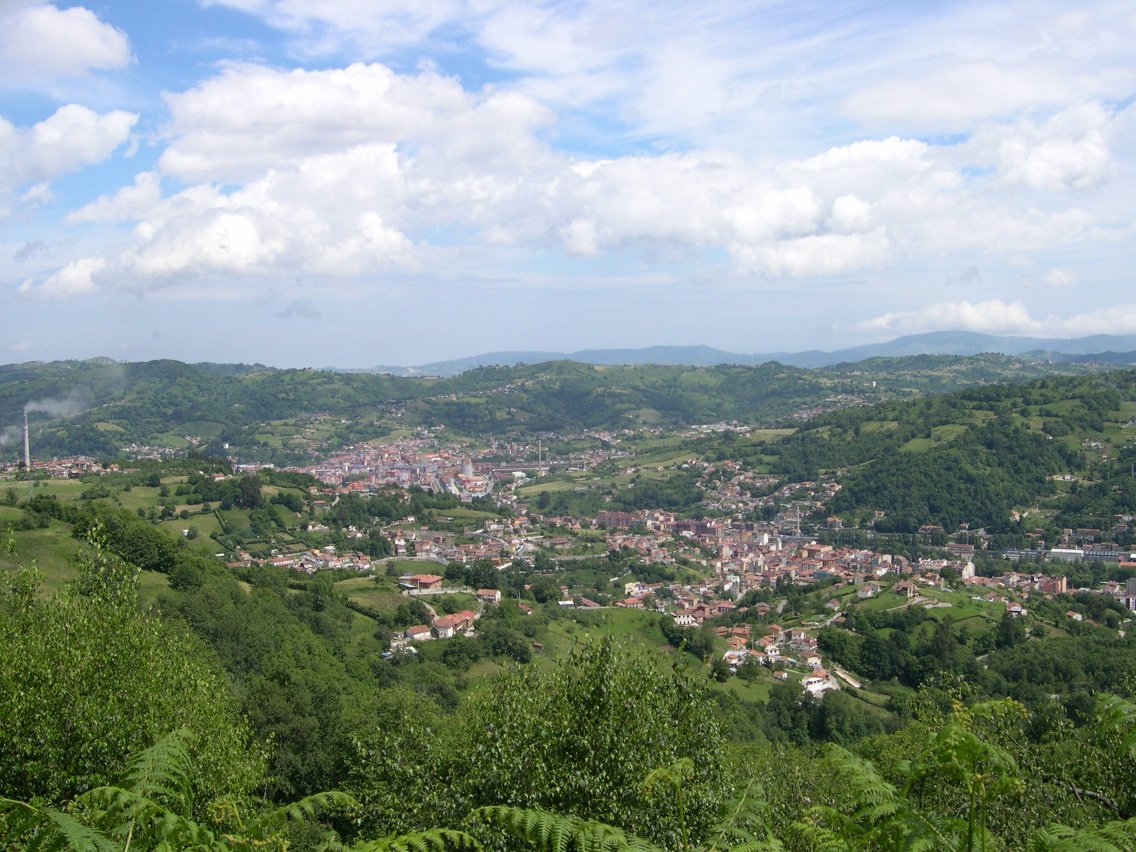
Valle de Langreo con los distritos de Sama en primer término y La Felguera al fondo

En 1986 un decreto de la Consejería de Interior y Administración Territorial, previa solicitud del Ayuntamiento de Langreo, declara como única entidad de población y nueva capital del concejo con el nombre de Langreo a la integrada por los distritos de Riaño, Barros, Lada, La Felguera, Sama y Ciaño. Este nuevo centro urbano ya en esta fecha contaba con 43 233 habitantes. Sus principales núcleos por número de habitantes son: su capital Langreo (distritos céntricos de la ciudad que son, La Felguera y Sama), Tuilla, La Nueva y La Gargantada, que son parroquias en los alrededores de la ciudad. Este concejo tiene una población de 40 529 habitantes.
Sus montañas son de una altitud media que dificultan la comunicación con la otra cuenca del Caudal y con las de los concejos vecinos. En el extremo sur es donde se concentran las mayores altitudes que andan alrededor de los 1000 m: Destacan el Alto de San Justo de 1011 m, el pico Cogollín de 1005 m y el picu les Cruces de 946 m. La zona alta de Langreo se encuentra en el Paisaje protegido de las Cuencas Mineras de Asturias.
De los 82 kilómetros cuadrados del término municipal, cerca de 7 están fuertemente urbanizados para uso residencial e industrial. Los 75 restantes están ocupados por praderías, bosques y, en menor medida, tierras de labor agrícola.

### Hidrografía
Su principal curso fluvial es el río Nalón que cruza Langreo, sobre el que se asientan las entidades de población más sobresalientes y la ciudad. Hay muchos cursos fluviales que discurren por este término y que desembocan en el río Nalón como La Venta, El Rión, Candín y Samuño. Su relieve no es especialmente abrupto pero tiene pendientes importantes. El río Nalón servía antaño para lavar el carbón de los pozos mineros de Langreo, lo que le daba un aspecto al agua negruzco. Desde 1989 las aguas del Nalón vuelven a bajar limpias.

## Historia
En la antigüedad se conoció al concejo con diferentes topónimos: Lagniam, Langueyo, Lagneo, Lancritus, Lagueyo, Langiciati y Langredo. El significado del término Langreo no está claro, apuntando a varias posibilidades en relación con su forma de valle o al paso de caminos.
Los vestigios más antiguos que se tienen en Langreo corresponden al yacimiento de Les Cueves y a la cultura de los castros: el Pico Castiello, San Tirso y el Castiello de Rionda. La cultura popular atribuye a los romanos la construcción de torres defensivas a lo largo del Valle del Nalón, así como un puente de seis robustos arcos en el Puente de Turiellos, según algunos cronistas el mayor de Asturias y destruido al desviar de curso el río Nalón hace siglos.

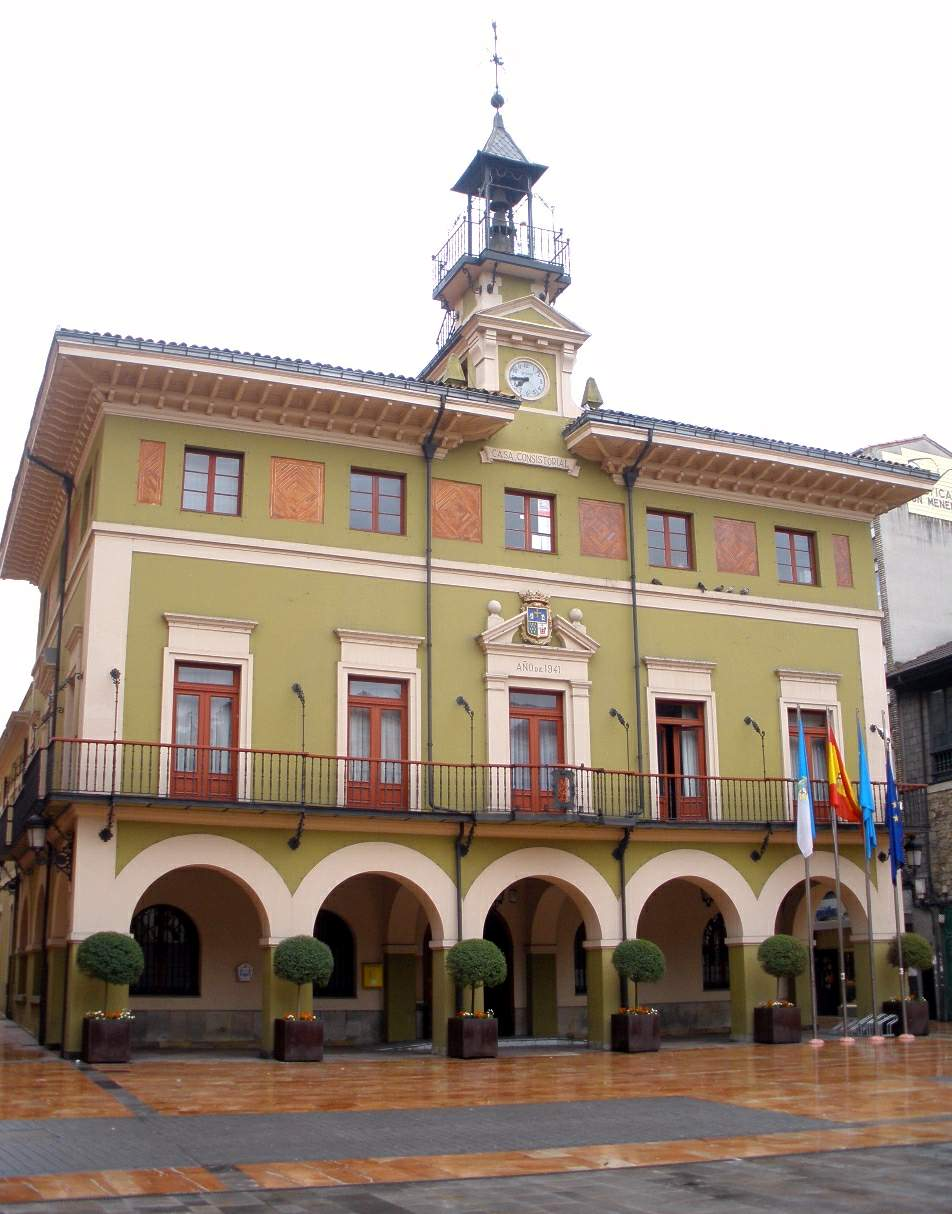
Casa consistorial en la plaza de España, distrito de Sama

Según algunas fuentes, entre ellas el padre Mariana, fue en Langreo donde fue aniquilado el ejército del gobernador musulmán Munuza al huir de Asturias tras la batalla de Covadonga. En el año 857 Ordoño I dona a la Catedral de Oviedo las iglesias de Santa Eulalia, San Cosme y San Damián sitas en territorio de Langreo. El concejo llegó a ser corte de la monarquía asturiana cuando Aurelio estableció su sede en lo que hoy es San Martín del Rey Aurelio, entonces parte de Langreo.
En 1075 Alfonso VI realiza una nueva donación a la iglesia de Oviedo de territorios del valle de Langreo, confirmada posteriormente por la reina Urraca, con lo que todo el territorio del actual concejo pasó a ser propiedad de la iglesia de Oviedo (y por tanto concejo de obispalía). Sin embargo, los infanzones langreanos estaban en desacuerdo, se rebelaron y se celebró un juicio en el que se encontraba Rodrigo Díaz de Vivar, fallando a favor de Oviedo. Hoy el escudo de Langreo incluye diez yelmos que recuerdan el llamado conflicto de los Infanzones.
En 1338 el concejo recibe la Carta Puebla mediante el Fuero de Benavente. Ya en 1581 y bajo el reinado de Felipe II Langreo pasa a ser concejo de Realengo, independiente de nuevo de la iglesia ovetense. Varias familias nobles tenían su solar en Langreo, restando hoy en día algunas de las casas solariegas de estas familias.
En la Guerra de Independencia las tropas napoleónicas incendian la ermita de San Lorenzo y saquean el Santuario del Carbayu. En enero de 1874, una partida de carlistas liderada por Ángel Rosas incendia el ayuntamiento y con ello el archivo histórico.

### Industrialización
En el siglo XVIII comienza la extracción minera, la cual marcará profundamente la economía y sociedad de lo que hoy son las Cuencas Mineras Asturianas. Al principio se trataba de explotaciones muy rudimentarias para el consumo local, hasta que comenzó a ser empleado en el Departamento de Ferrol y en la fábrica de La Cavada. En Langreo se construyó el primer alto horno de carbonización de España, aunque no prosperó. En el siglo XIX comienza a profesionalizarse la minería y se instalan en la zona numerosas empresas industriales, siendo la actual Duro Felguera (fundada por Pedro Duro) la más importante. La Fábrica de La Felguera llegó a ser el centro siderúrgico más importante de España. Con ello se instalaron también factorías químicas, alimentarias, todo tipo de metalurgias, refractarias, cerámicas, energéticas, etc. que convirtieron a Langreo en uno de los núcleos industriales más importantes de España.

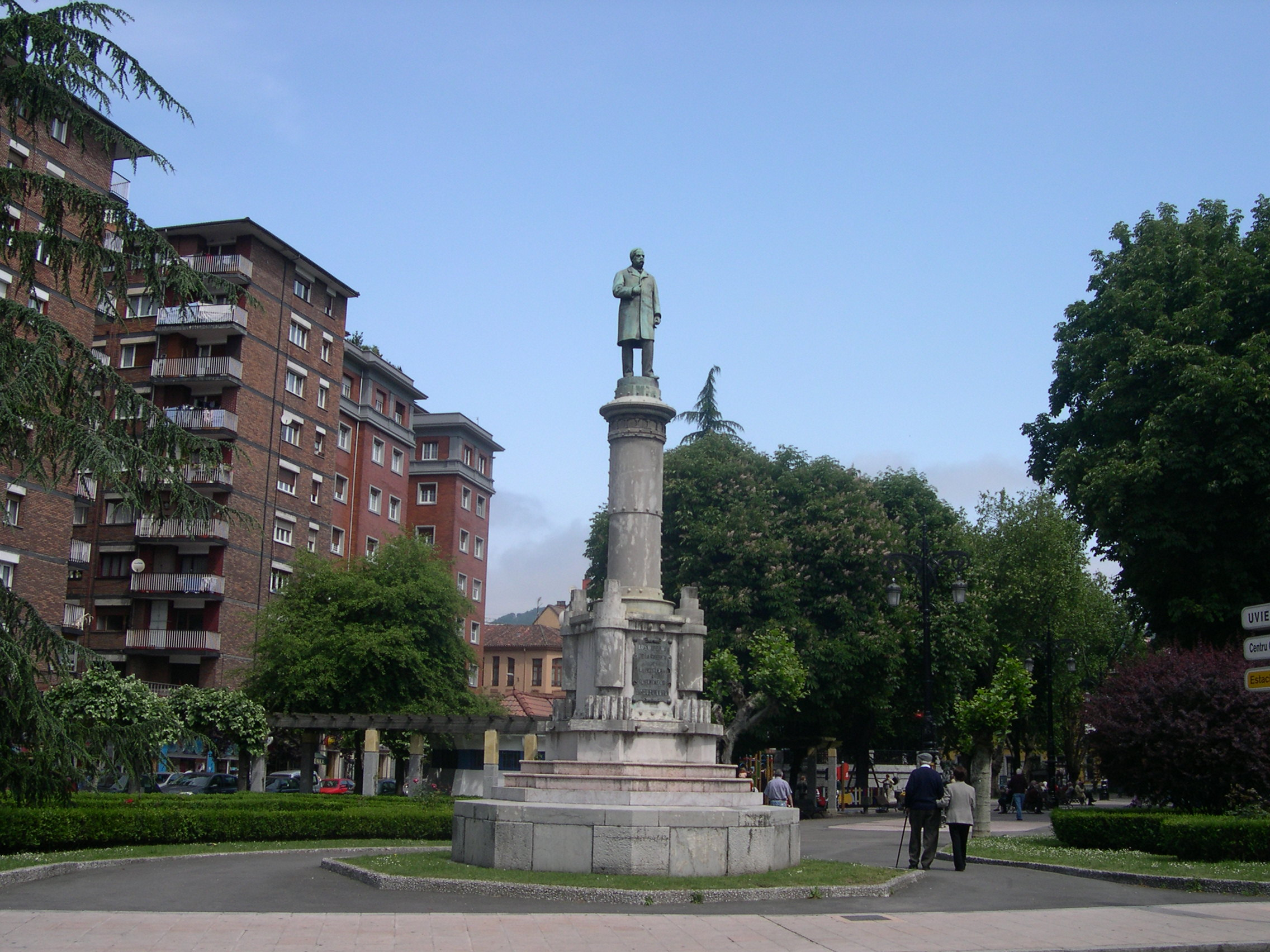
Monumento a Pedro Duro en el distrito de La Felguera

Esta expansión se vio motivada por el nacimiento del Ferrocarril de Langreo, tercero de la península y en su momento la compañía ferroviaria en funcionamiento más antigua de Europa. Una década antes se había inaugurado la Carretera Carbonera, entre el concejo y Gijón, propuesta en su momento por Jovellanos en su voluntad de aprovechar el carbón langreano.

### SigloXX
El periodo de la II República fue muy agitado. Hubo una depresión general con paro y miseria para la clase obrera. El proletariado langreano se manifestó repetidas veces contra el régimen republicano, entre otras razones por la oposición de la C.N.T al socialismo gubernamental.
El municipio langreano adquiere gran protagonismo durante la Revolución de 1934, así como en la posterior Guerra Civil.
Langreo conoció una extraordinaria expansión económica y demográfica llegando en 1965 a los 70 000 habitantes. El periodo de la autarquía fue el último momento de esplendor industrial en Langreo (en 1959 el 41 % de hulla asturiana lo extraían empresas langreanas). En 1964 se funda el Banco de Langreo.
Con la liberalización del mercado, la actividad industrial comenzó a desplazarse a la costa asturiana, comenzando una depresión económica en la zona que continúa hoy en día. Actualmente se trabaja en la recuperación del Patrimonio Arqueológico Industrial así como su explotación turística, y en la atracción de fuentes económicas como el centro de empresas Valnalón, los polígonos industriales de Riaño y La Moral, etc. En cuanto a la industria tradicional, en 2016 se cerró la última mina de Langreo (Pozo María Luisa) y restan algunas factoría como la planta Química del Nalón, la Central Termoeléctrica de Langreo (que iba a cerrarse en 2020, pero aún se mantiene uno de sus generadores) y la Fábrica de Bayer donde se produce el 100 % mundial de ácido acetilsalicílico para la fabricación de la aspirina.

### Ciudad
La ciudad se instituyó como el conjunto urbano formado por las entonces villas y ahora distritos urbanos de Sama, Ciaño, La Felguera, Lada, Barros y Riaño, y asumió la capitalidad del concejo, en lugar de Sama. Dichos cambios fueron aprobados en las sesiones del Ayuntamiento celebradas los días 30 de septiembre y 28 de octubre de 1983.
La modificación fue aprobada por el Decreto 76/86, de 11 de junio, de la Consejería de Interior y Administración Territorial del Principado de Asturias, y publicado en el BOPA del 26 de junio de 1986. No obstante, el cambio de capitalidad no fue oficial hasta su inscripción en el Registro de Entidades Locales.
El cambio fue motivado por la inquietud sentida y conformada por la existencia de una entidad urbana de estructura lineal siguiendo el curso del río Nalón y de la articulación de la vía de comunicación interna que constituía la antigua carretera de Oviedo. Desde el cambio, Sama, Ciaño, La Felguera, Lada, Barros y Riaño conforman distritos urbanos de la llamada ciudad de Langreo, y dejaron de aparecer en los nomenclátores en sus parroquias homónimas. En consecuencia, la ciudad de Langreo no aparece en el nomenclátor formando parte de ninguna de las parroquias en que se divide el concejo.
La utilización del topónimo «Langreo» en referencia a la ciudad no es habitual entre sus habitantes, debido a la coincidencia del nombre con el del concejo y al fuerte arraigo social de los nombres de las entidades que la integran.

Ortofotomapa de Langreo

## Demografía
Langreo cuenta con una población de 38 282 habitantes (INE 2024).
| Gráfica de evolución demográfica de Langreo entre 1842 y 2021                                                       |
| |
| Población de derecho según los censos de población del INE Población de hecho según los censos de población del INE |

Durante el siglo XX, al igual que muchas de las localidades de la cuenca hullera asturiana, Langreo tuvo un comportamiento demográfico con dos fases claramente diferenciadas. La primera desde principios de siglo hasta mediados de los años '60 fue de fuerte crecimiento. En 1900, la localidad contaba con 18 714 habitantes, cifra que aumenta hasta superar los 70 000 en el año 1965, siendo en ese momento uno de los 50 mayores municipios de España. La segunda comienza a partir de la crisis del carbón en Asturias, derivada del fin de la autarquía, y de las consecuencias del Plan de Estabilización de las explotaciones hulleras de 1959. En esta segunda fase demográfica, que dura hasta nuestros días, la localidad pierde población de forma acelerada. De este modo, en 2018, la población de Langreo se situaba por debajo de los 40 000 habitantes por primera vez en 90 años, cifra similar a la población de 1930, tras haber perdido 5000 habitantes en una década y 30 000 desde el pico máximo de 1965.
El municipio, que tiene una superficie de 82,46 km², cuenta según el padrón municipal para 2017 del INE con 40 529 habitantes y una densidad de 491,5 hab./km².

### Organización territorial
| Distritos urbanos | Habs. (2001) | Habs. (2003) |
| ----------------- | ------------ | ------------ |
| Riaño             | 5842         | 5639         |
| Barros            | 1024         | 981          |
| Lada              | 3589         | 3466         |
| La Felguera       | 20 050       | 20 292       |
| Sama              | 12 085       | 11 994       |
| Ciaño             | 4835         | 4585         |

Hoy en día nos muestra una demografía muy similar a la media asturiana. La diferencia de gente entre quienes tienen 20 años y quienes tienen 60 años es muy parecida. Esta igualdad es debida a la crisis que desde finales de 1970 afecto al sector minero, con el cierre de multitud de minas y lo mismo pasa en las industrias siderometalúrgicas que comenzaron en los setenta un proceso de fusiones, que acabó con el traslado de las instalaciones a Veriña, cerca del puerto del Musel y con el desmantelamiento de Duro Felguera, trayendo una emigración de la población buscando nuevos puestos de trabajo. Algo que nos da idea de la gravedad de esta crisis es la comparación de los puestos de trabajo, ya que si en 1957 la industria siderúrgica daba empleo a 4346 personas, veinte años más tarde solo trabajaban exactamente 846 personas.

#### Parroquias
Desde la creación de la ciudad de Langreo, el concejo está formado por dicha ciudad (que no pertenece a ninguna parroquia) y por 8 parroquias:

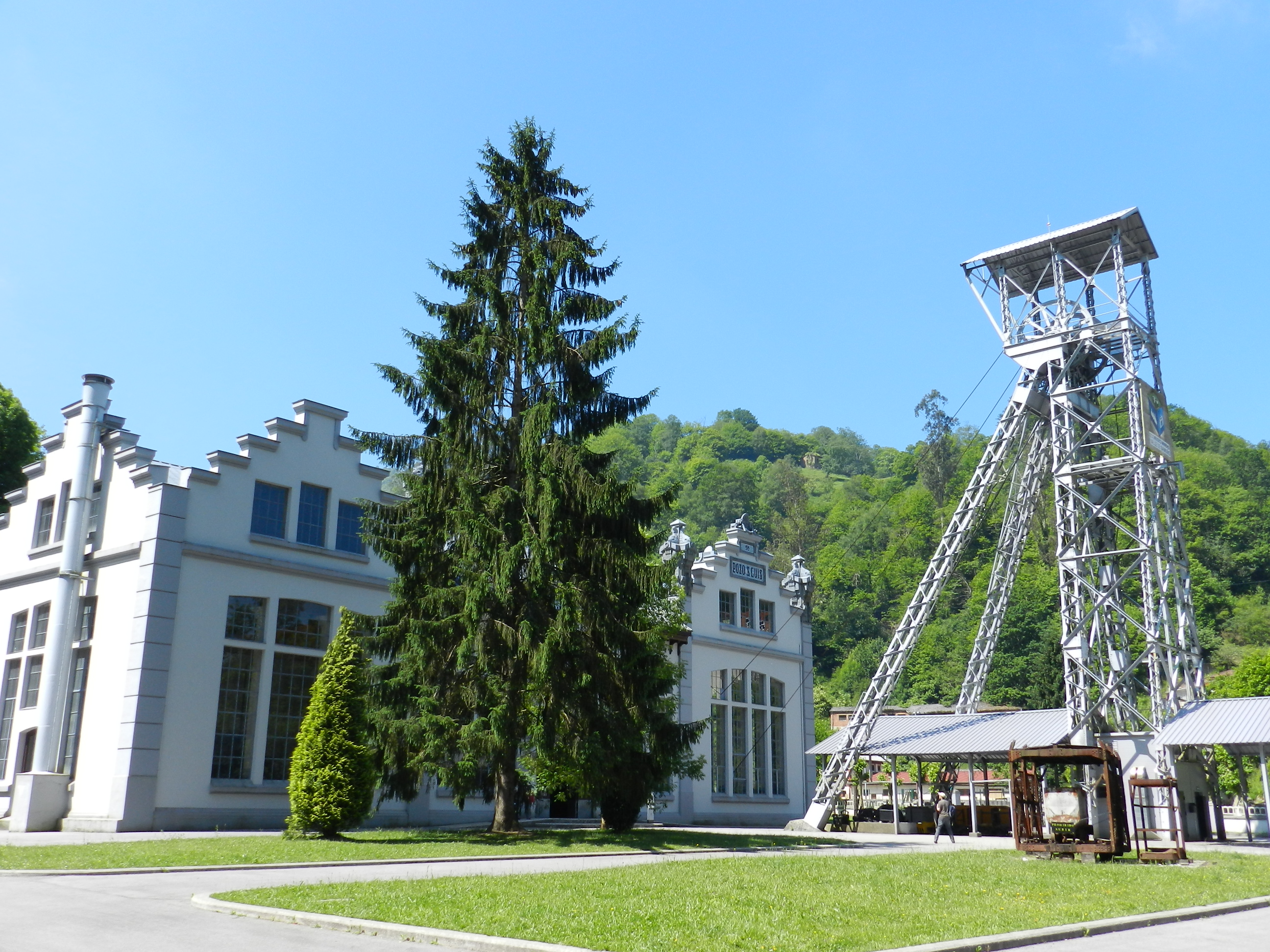
Mina Pozo San Luis, museo minero

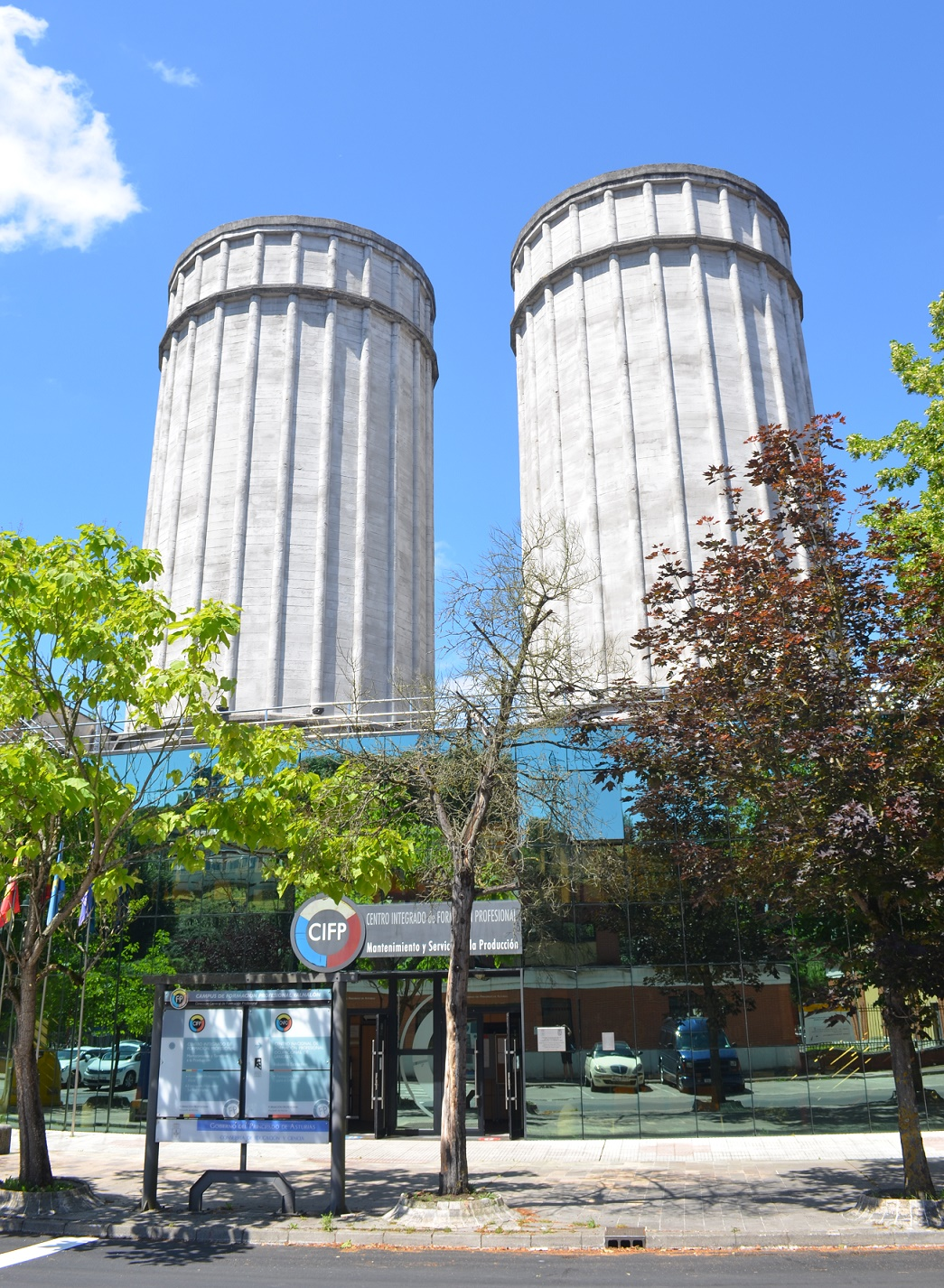
Centro FP de Langreo, en la Ciudad Tecnológica de Valnalón (La Felguera)

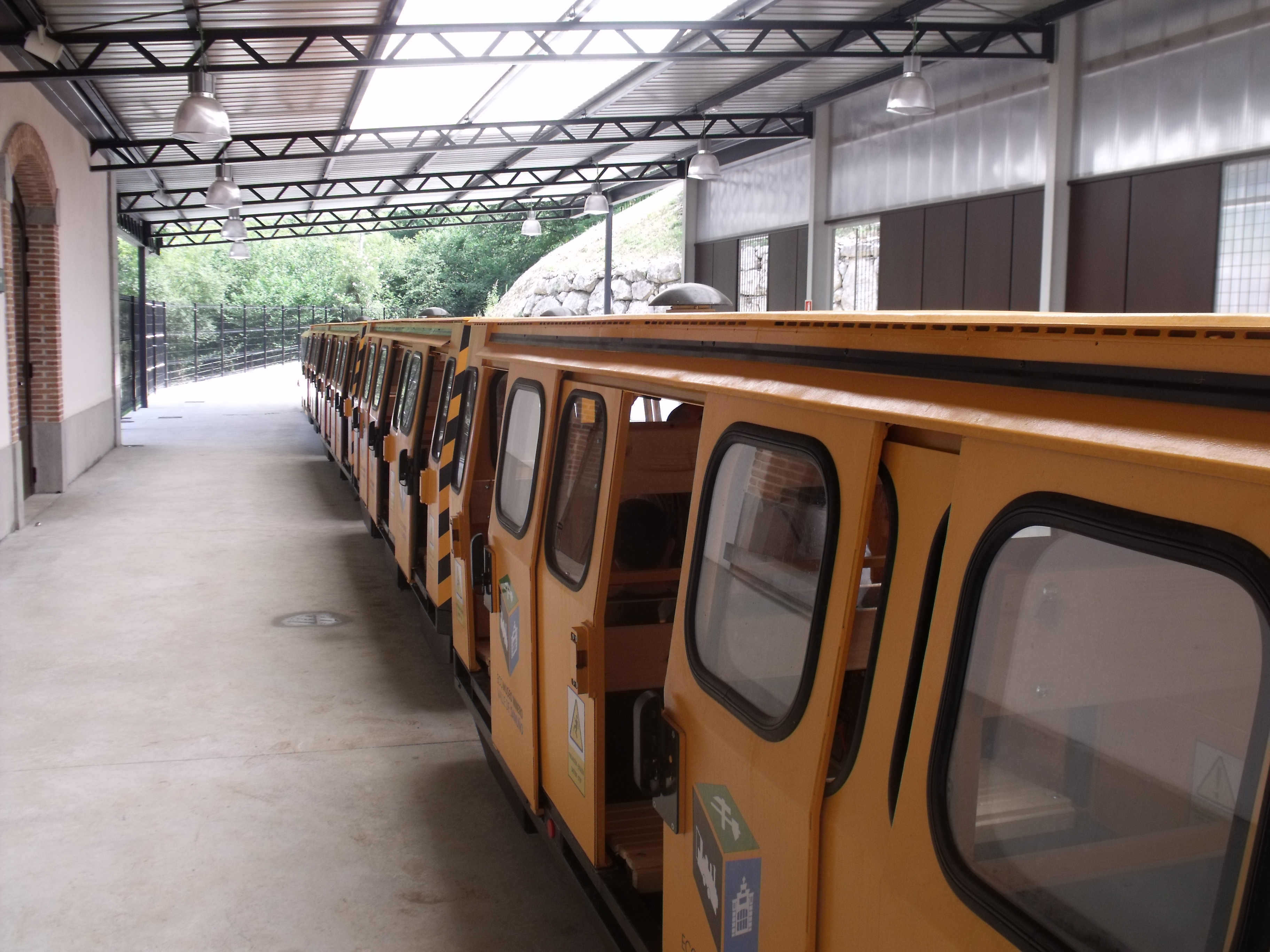
Ferrocarril turístico que recorre las minas subterráneas del valle de Samuño

- Barros
- Ciaño
- La Felguera
- La Venta
- Lada
- Riaño
- Sama
- Tuilla

## Comunicaciones

### Carreteras
- AS-I Autovía Minera: Gijón - Pola de Siero - Langreo - Mieres
- AS-117 Autovía del Valle del Nalón - Circunvalación de Langreo: Distrito periférico de Riaño - Distritos de La Felguera - Lada - Sama
- AS-17 Carretera Avilés - Langreo: Avilés - Posada de Llanera - Lugones - Langreo (Distrito de Riaño)
- AS-116 Carretera Olloniego - Langreo: Olloniego - Tudela Veguín - Langreo
- AS-117 Corredor del Nalón: Langreo - Sotrondio - Pola de Laviana - Rioseco - Campo de Caso - Puerto de Tarna
- AS-269 Carretera Langreo - Mieres: Langreo - Alto de San Emiliano - Rioturbio - Mieres
- AS-354 Carretera de Bendones: San Esteban de las Cruces - Bendones - Tudela Veguín - Riaño
- AS-376 Carretera Carbonera: Gijón - Alto de la Madera - Noreña - El Berrón - La Gargantada - Langreo
- AS-387 Corredor del Nalón: Distrito de Riaño (Langreo) - Distrito de Lada (Langreo) / Distrito de Barros (Langreo) - Langreo - Sotrondio (S.M.R.A.) - Pola de Laviana - El Condado (Asturias) / Las Llanas - Campo de Caso

### Ferrocarril
- (estaciones en Ciaño, Sama, La Felguera, Barros, Tuilla, y Peña Rubia) con Oviedo y Gijón
- Bus lanzadera destino a la estación AVE de Oviedo

## Economía
Desde el siglo XIX Langreo fue uno de los grandes núcleos nacionales de actividad siderúrgica, impulsada por diversas empresas instaladas principalmente en La Felguera, y actividad minera, contando con la tercera línea de ferrocarril que hubo en la España peninsular (Ferrocarril de Langreo), o la Carretera Carbonera, impulsada por Jovellanos. A mediados del siglo XX entró en un progresivo declive que acabó con el práctico desmantelamiento de toda la industria vinculada al metal y carbón.
Hoy en día se está tratando de recuperar el rico patrimonio arquitectónico que ha dejado este pasado fabril en el concejo, a través de numerosos centros culturales (Museo de la Siderurgia, Ecomuseo y Ferrocarril de Samuño, el Antiguo Macelo y el Archivo Histórico de Hunosa). La última explotación minera (Pozo María Luisa) cerró en 2017. Restan tres grandes fábricas: la Central Térmica de Iberdrola (que cerrará en 2020), la factoría de Bayer (donde se produce todo el ácido acetilsalicílico mundial) y la Química del Nalón. La Ciudad Tecnológica de Valnalón, en el lugar que ocupó la antigua Fábrica de La Felguera, es un consolidado parque tecnológico y semillero de empresas nacido en 1990 donde se encuentran entre otras la firma Capgemini, aunque aún no se ha aprovechado todo el espacio. También alberga un polígono industrial que se une a los de Riaño I, II y III, La Moral (ocupado muy parcialmente) y El Cadavíu (cuyo proyecto está en vía muerta). Cierta importancia ha adquirido en los últimos años en la industria hostelera la cerveza artesana, contando con una fábrica en Riaño y dos en La Felguera. También parados están los proyectos del parque tecnológico y residencial Langreo Norte entre los distritos de La Felguera y Barros y el recinto ferial y empresarial de Talleres del Conde.

## Administración y política

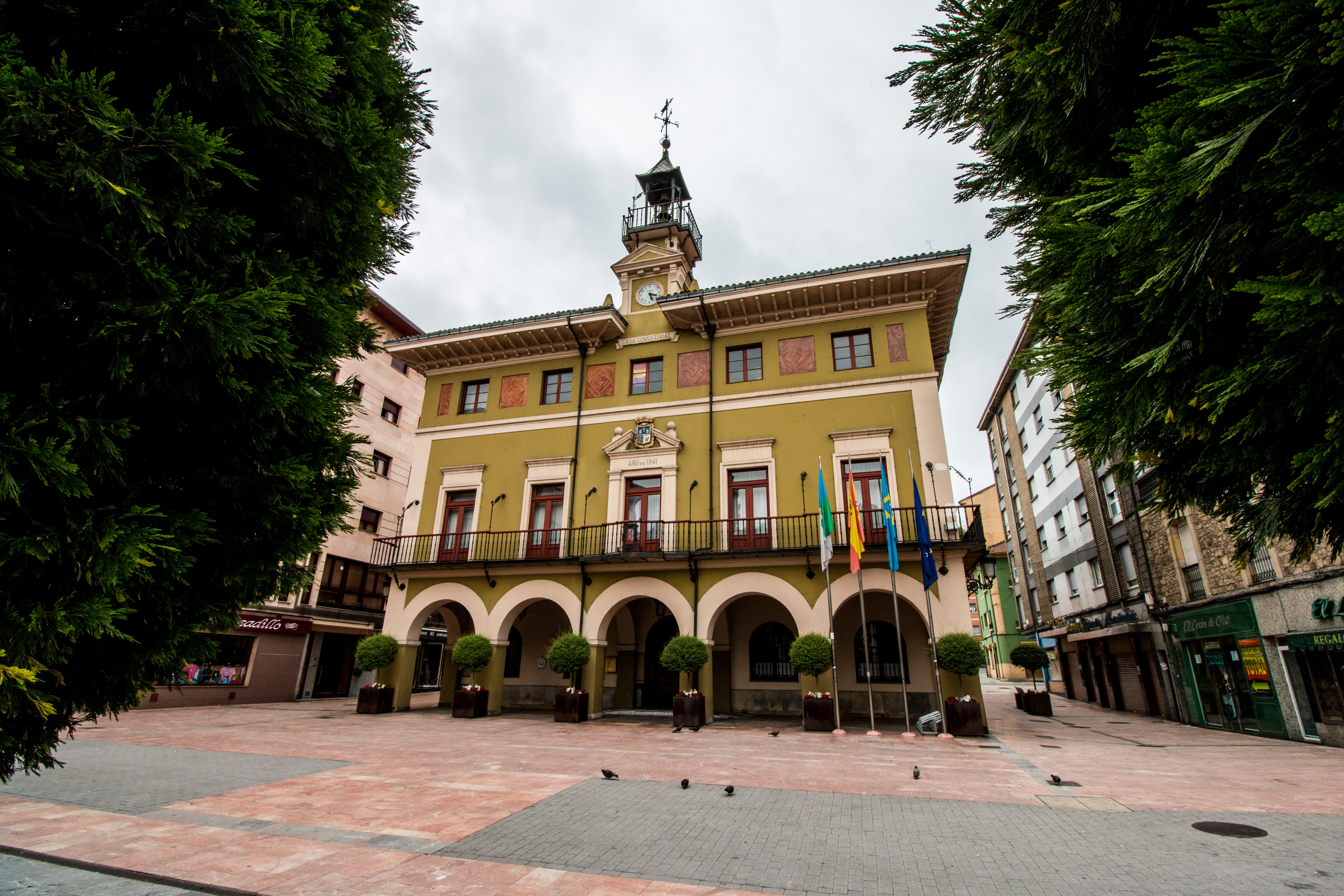
Casa consistorial

### Gobierno municipal
En el concejo de Langreo, desde 1979, el partido que más tiempo ha gobernado ha sido el PSOE. Los únicos partidos que han gobernado este concejo han sido: el PSOE desde 1979 a 1995, IU desde 1995 a 2003 y a partir de 2015, y de nuevo el PSOE desde el 2003 hasta 2015 (véase lista de alcaldes de Langreo). Todas las elecciones han sido ganadas por partidos de izquierda a excepción de las Generales de 2000, donde el PP fue el partido más votado. El actual alcalde es Roberto García, de IU.
| Periodo   | Nombre                       | Partido | Partido                                    |
| --------- | ---------------------------- | ------- | ------------------------------------------ |
| 1979-1983 | Maximino González Felgueroso |         | Federación Socialista Asturiana (FSA-PSOE) |
| 1983-1987 | Aladino Fernández García     |         | Federación Socialista Asturiana (FSA-PSOE) |
| 1987-1995 | Francisco González Zapico    |         | Federación Socialista Asturiana (FSA-PSOE) |
| 1995-2003 | José María García Gutiérrez  |         | Izquierda Unida (IU)                       |
| 2003-2012 | María Esther Díaz García     |         | Federación Socialista Asturiana (FSA-PSOE) |
| 2012-2015 | María Fernández Álvarez      |         | Federación Socialista Asturiana (FSA-PSOE) |
| 2015-2019 | Jesús Manuel Sánchez Antuña  |         | Izquierda Unida (IU)                       |
| 2019-2023 | Carmen Arbesú Río            |         | Federación Socialista Asturiana (FSA-PSOE) |
| 2023-act. | Roberto García Rodríguez     |         | Izquierda Unida (IU)                       |

| Partido político    | Partido político                                                                | 1979   | 1983   | 1987   | 1991   | 1995   | 1999   | 2003   | 2007   | 2011   | 2015   | 2019   | 2023   |
| Partido político    | Partido político                                                                | Ediles | Ediles | Ediles | Ediles | Ediles | Ediles | Ediles | Ediles | Ediles | Ediles | Ediles | Ediles |
|                     | Federación Socialista Asturiana (FSA-PSOE)                                      | 10     | 14     | 10     | 11     | 8      | 9      | 8      | 10     | 7      | 6      | 9      | 7      |
|                     | Partido Comunista de España (PCE)-Izquierda Unida (IU)-Bloque por Asturies (BA) | 7      | 6      | 7      | 9      | 10     | 11     | 7      | 5      | 4      | 6      | 8      | 8      |
|                     | Podemos                                                                         | —      | —      | —      | —      | —      | —      | —      | —      | —      | 5      | IU     | —      |
|                     | Alianza Popular (AP)-Partido Popular (PP)                                       | 2      | 5      | 4      | 4      | 7      | 5      | 6      | 6      | 4      | 3      | 2      | 4      |
|                     | Ciudadanos (CS)                                                                 | —      | —      | —      | —      | —      | —      | —      | —      | —      | 1      | 2      | —      |
|                     | Foro Asturias (FAC)                                                             | —      | —      | —      | —      | —      | —      | —      | —      | 4      | —      | —      | —      |
|                     | Frente de la Izquierda (FDLI)                                                   | —      | —      | —      | —      | —      | —      | —      | —      | 2      | —      | —      | —      |
|                     | Unión de Centro Democrático (UCD)-Centro Democrático y Social (CDS)             | 6      | —      | 4      | 1      | —      | —      | —      | —      | —      | —      | —      | —      |
|                     | Vox                                                                             | —      | —      | —      | —      | —      | —      | —      | —      | —      | —      | —      | 2      |
| Total de concejales | Total de concejales                                                             | 25     | 25     | 25     | 25     | 25     | 25     | 21     | 21     | 21     | 21     | 21     | 21     |

### Evolución de la deuda viva
El concepto de deuda viva contempla solo las deudas con cajas y bancos relativas a créditos financieros, valores de renta fija y préstamos o créditos transferidos a terceros, excluyéndose, por tanto, la deuda comercial.
| Gráfica de evolución de la deuda viva del Ayuntamiento entre 2008 y 2023                          |
|                                                                                                   |
| Deuda viva del Ayuntamiento de Langreo, en miles de euros, según datos del Ministerio de Hacienda |

La deuda viva municipal por habitante en 2014 ascendía a 180,32 €.

## Patrimonio

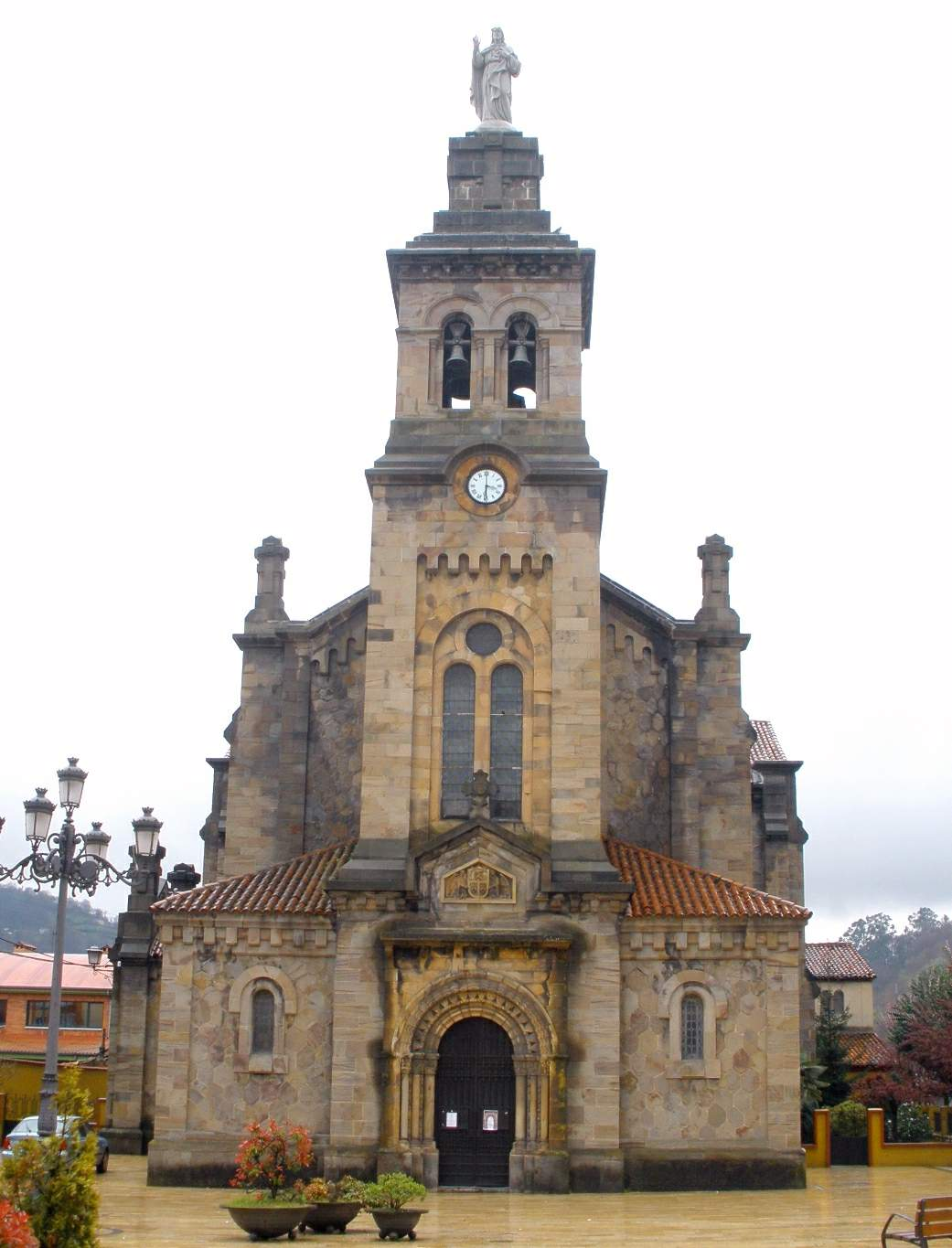
Iglesia de San Esteban

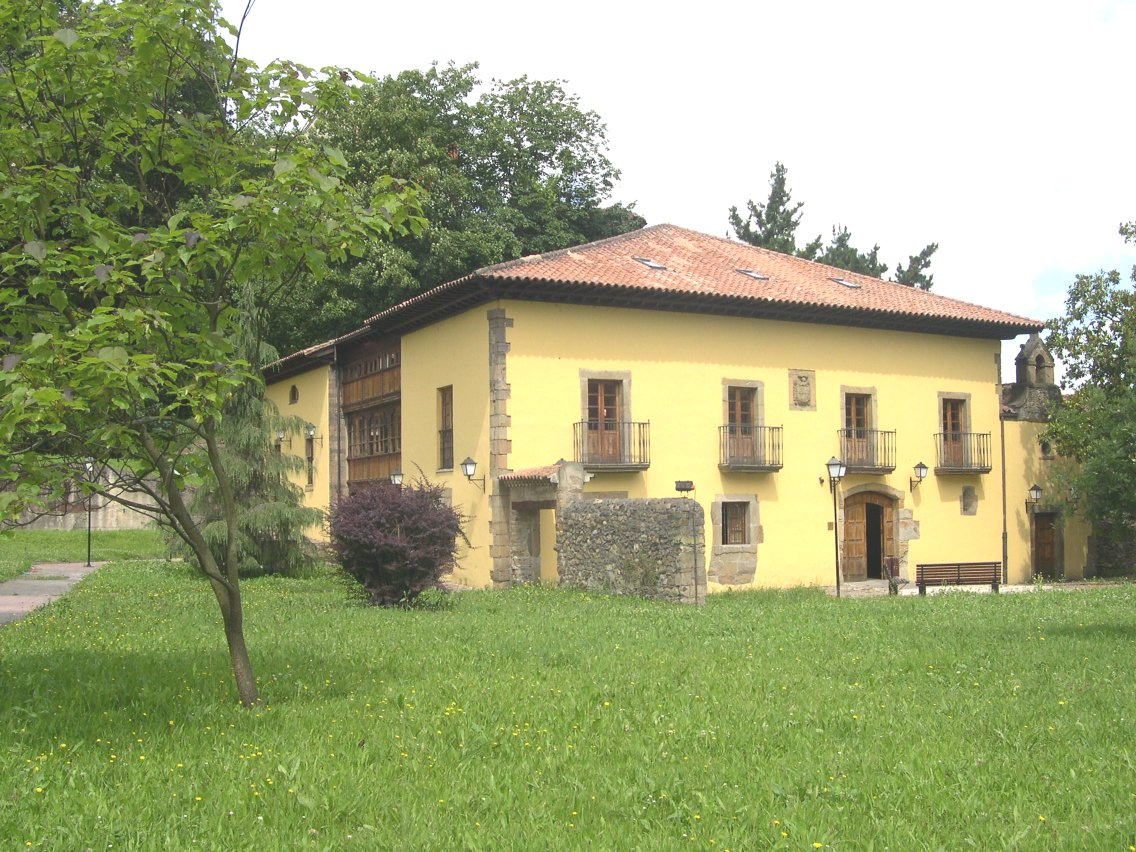
Casa de La Buelga

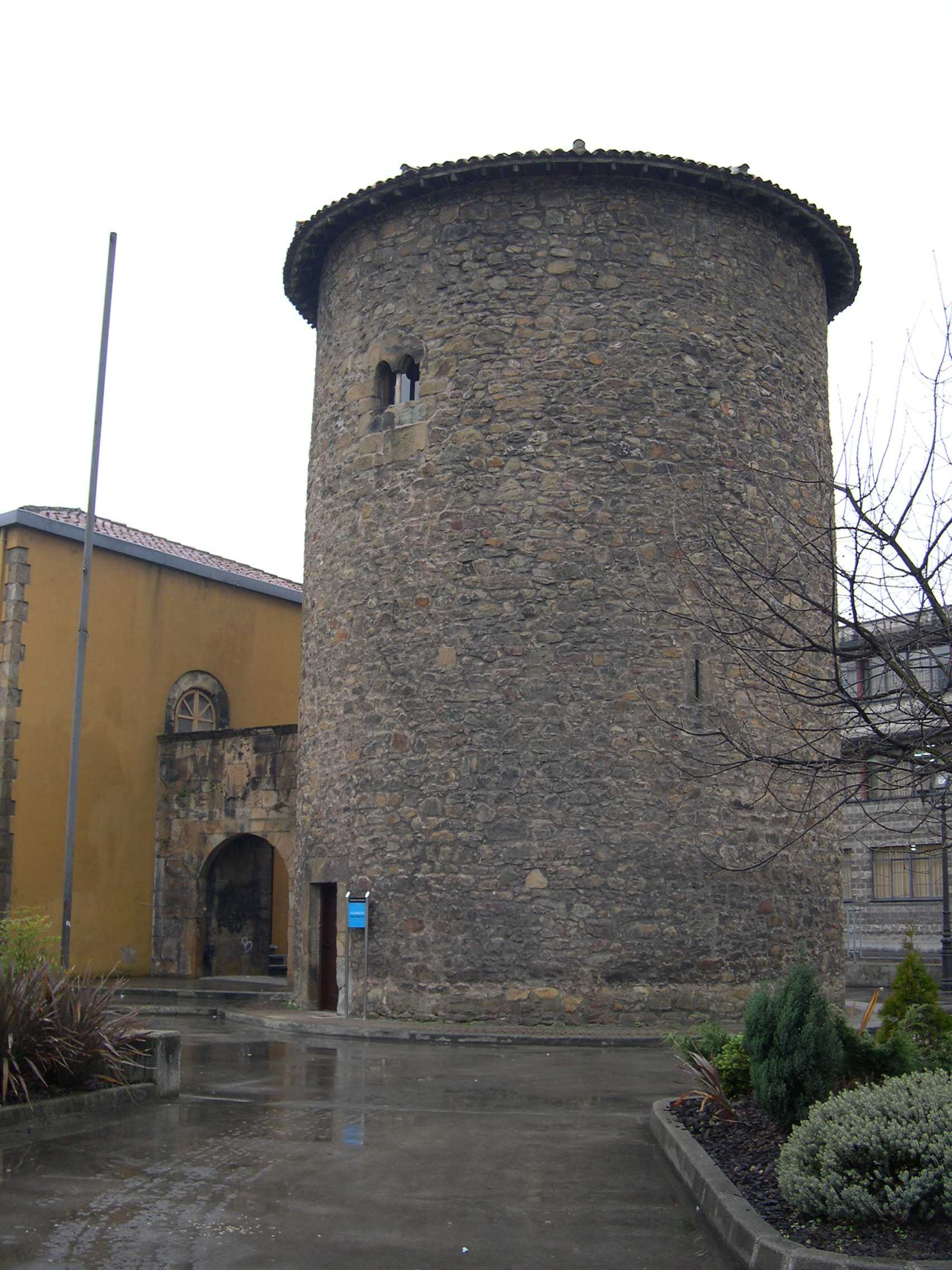
Torre medieval de La Quintana

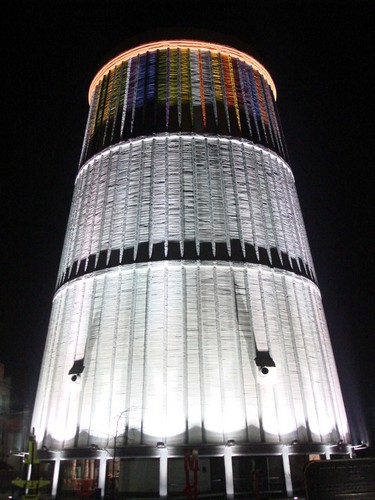
Museo de la Siderurgia de Asturias

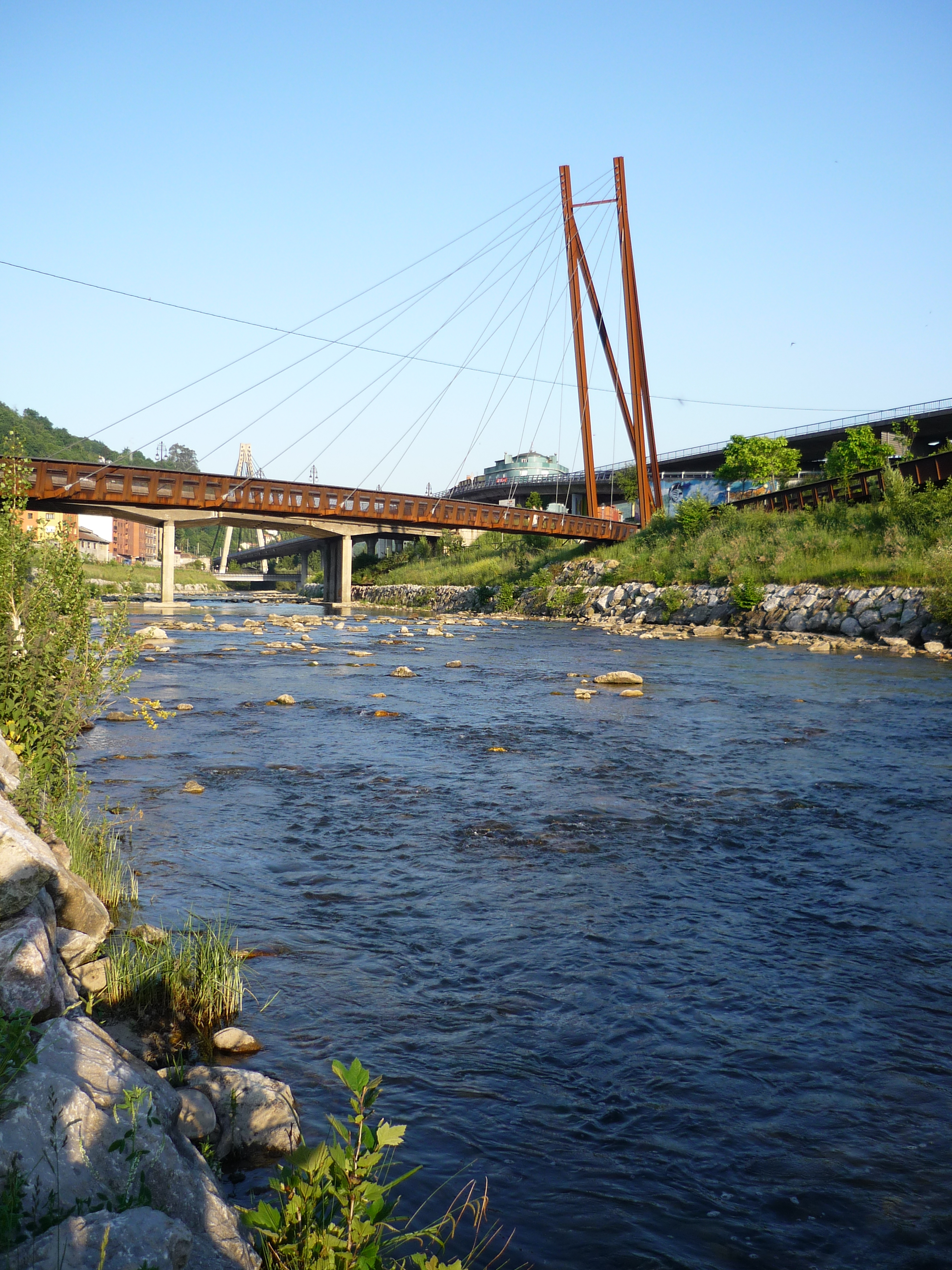
Río Nalón a su paso entre La Felguera y Sama

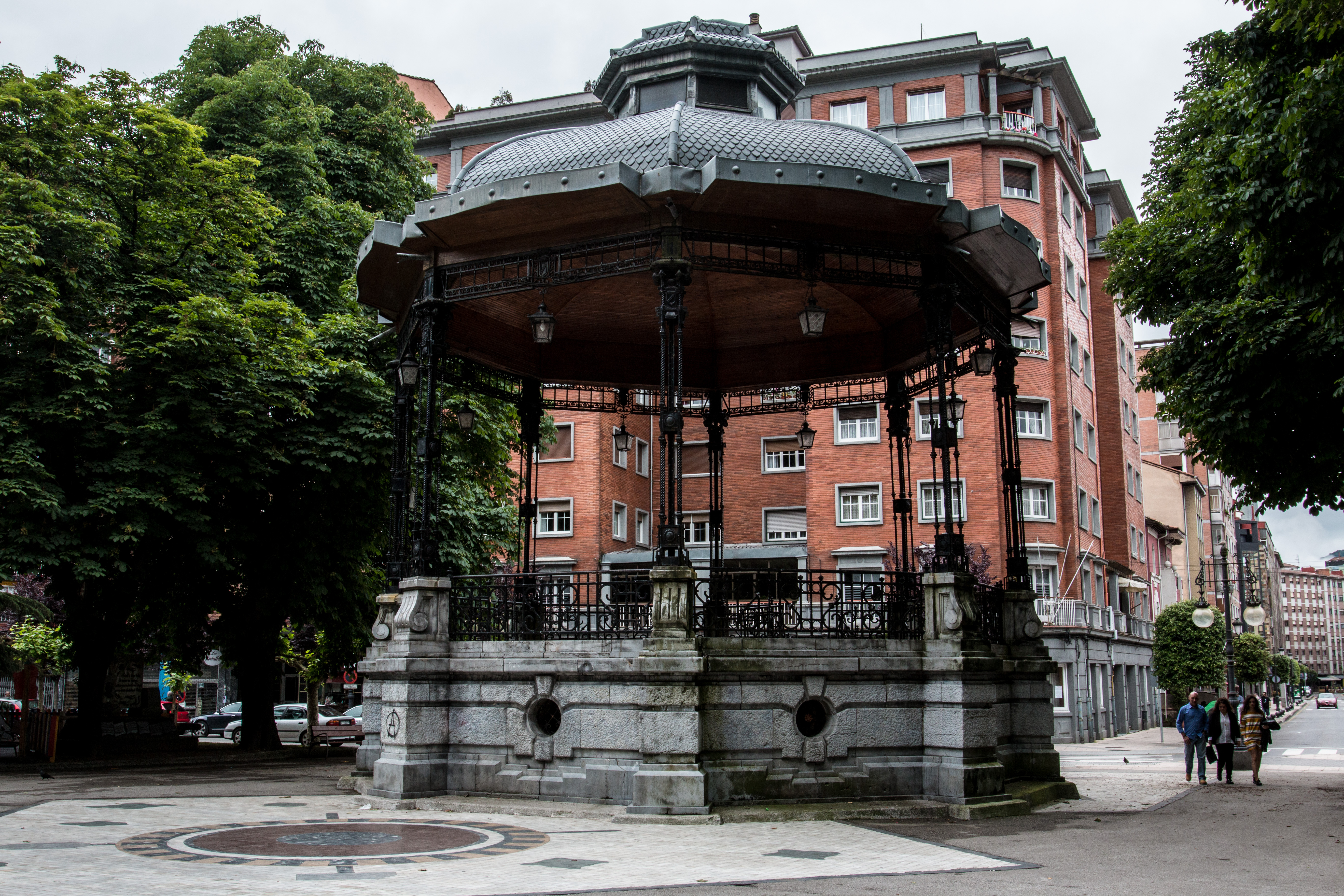
Quiosco de la música del Parque Dolores Duro

### Arquitectura

#### Arquitectura religiosa
- Iglesia de San Esteban (Ciaño), originaria del siglo XII, conserva sus portadas románicas. Es Bien de Interés Cultural
- Santuario del Carbayu (Ciaño). Monumento Histórico Artístico dedicado a la patrona de Langreo. Su primera estructura es de época medieval, pero en el siglo XVIII, se decidió levantar un mayor templo.
- Iglesia de San Martín (Riaño). Reconstrucción del siglo XVIII.
- Iglesia de Santiago Apóstol (Sama). Iglesia de estilo neogótico, obra de los Hermanos Somolinos tras la destrucción del templo anterior con motivo de la Revolución de Octubre.
- Iglesia de San Pedro (La Felguera), es de los siglos XIX y XX. Destruida en la guerra civil española y edificada de nuevo en los años cuarenta. La actual restauración es de estilo neorrománico, una de las de mayores proporciones de Asturias, diseñada por Francisco de Zuvillaga. Destaca la decoración, obra de Magín Berenguer que mezcla los estilos asturianos y bizantino, reliquias, lámpara central, tallas escultóricas de gran calidad y un lienzo de Juan de Roelas del XVII.
- Colegio de los Padres Dominicos (La Felguera), muestra de arquitectura del movimiento moderno, obra de Fray Coello de Portugal.

#### Patrimonio industrial
- Patrimonio minero como numerosas bocaminas, chimeneas, lavaderos y pozos de diferentes épocas: el Pozo María Luisa, Candín, San Luis (Bien de Interés Cultural), Fondón, Modesta, El Terrerón o Samuño.
- Patrimonio ferroviario: hay varios conjuntos como el de la estación de La Felguera (que conservan la estación, viviendas, enclavamiento y talleres) o los edificios de viajeros como las dos estaciones de Sama, y pequeños apeaderos de los siglos XIX y XX como Tuilla y Ciaño.
- Viviendas de ingenieros y altos mandos repartidas por todo el concejo, como los chalés La Felguera (Palacio de las Nieves, casas de la calle Conde Sizzo, viviendas de la Compañía Eléctrica de Langreo...) y Sama (viviendas de Carbones La Nueva)
- Vivienda obrera del siglo XIX y principios del XX, con los conjuntos de La Felguera (Barrio Urquijo, Viviendas de la Compañía de Asturias, Cuarteles de La Formiguera...)
- Puentes de hierro roblonado, como los de los Ingleses y la Maquinilla en Sama, usados hoy como pasarelas de peatones.
- Conjuntos fabriles como la Fábrica de La Felguera (que conserva talleres, oficinas, comedores, torres y chimeneas, etc.), la Sociedad Ibérica del Nitrógeno (uno de los conjuntos industriales abandonados más grandes de España), los Talleres del Conde, chimeneas de Refracta o el antiguo matadero, hoy Pinacoteca Eduardo Úrculo.
- Equipamientos fruto de la actividad industrial, tales como educativos (Escuela de Artes y Oficios de La Felguera y las Escuelas Dorado en Sama) o sanitarios (Sanatorio Adaro en Sama).

#### Patrimonio civil
- Las casas solariegas que fueron solar de familias nombres de Langreo, entre ellas la Casa de los Alberti, La Buelga, Cimadevilla y la casa y torre medieval de La Quintana (todos Bien de Interés Cultural, en Ciaño) o el Palacio de Camposagrado y la casa de Los Dorado y su torre medieval en Riaño.
- El Mercado de abastos de La Felguera así como diferentes edificios del movimiento moderno, como las antiguas casas sindicales de La Felguera y Sama o la arquitectura comercial de Sama, como Almacenes el Mapa.
- La plaza de España en Sama, donde se encuentra la casa consistorial del siglo XIX, la Casa Cuca y el edificio del Banco Herrero.
- Parques como el Parque Dolores Fernández Duro (con su templete de música, farolas y fuentes de fundición) está incluido en el Inventario Cultural de Asturias al igual que el Parque Dorado de Sama, dos de los más antiguos de Asturias. El parque García Lago de La Felguera es uno de los más amplios de la región.
- El Cine Felgueroso de Sama, diseñado por Juan José Suárez Aller, es una muestra de arquitectura de la segunda modernidad española.
- El Puente atirantado del Nalón, obra de Javier Manterola, Premio Nacional de Ingeniería Civil (2001), y Leonardo Fernández Troyano.

### Escultura
- Monumento a Luis Adaro «La Carbonera» (Sama)
- Monumento a Pedro Duro (La Felguera)
- Monumento a los Hermanos Felgueroso (Ciaño)
- El Cuélebre, ubicada en el paseo fluvial mitológico, obra del escultor Joaquín Rubio Camín

### Museos
- Museo de la Siderurgia de Asturias (MUSI)
- Ecomuseo Minero y Ferrocarril del Valle de Samuño
- Pinacoteca Eduardo Úrculo

### Fiestas
- Fiestas de San Pedro de La Felguera (junio)
- Fiestas de Santiago de Sama (julio)
- Nuestra Señora del Carbayu (septiembre)
- Carnaval/Antroxu (febrero)
- Huevos Pintos, Sama (marzo)
- Jornadas de la Sidra, La Felguera (abril)
- La Flor, Lada (mayo)
- San Juan en los barrios de La Llera (Sama) y Sutu y Urquijo (La Felguera), junio
- Nuestra Señora del Amparo de Tuilla (agosto)
- Fiestas de la Purísima Concepción, Barros (septiembre)
- Fiestas de San Martín de Riaño (septiembre)
- Fiestas del barrio de La Pomar, La Felguera (octubre)
- Mercado Tradicional de La Felguera (octubre)
- Jornadas de su Excelencia La Fabada de La Felguera (diciembre, de Interés Turístico Regional)
- Fiestas de Langreo Centro, La Felguera (septiembre)

## Deporte

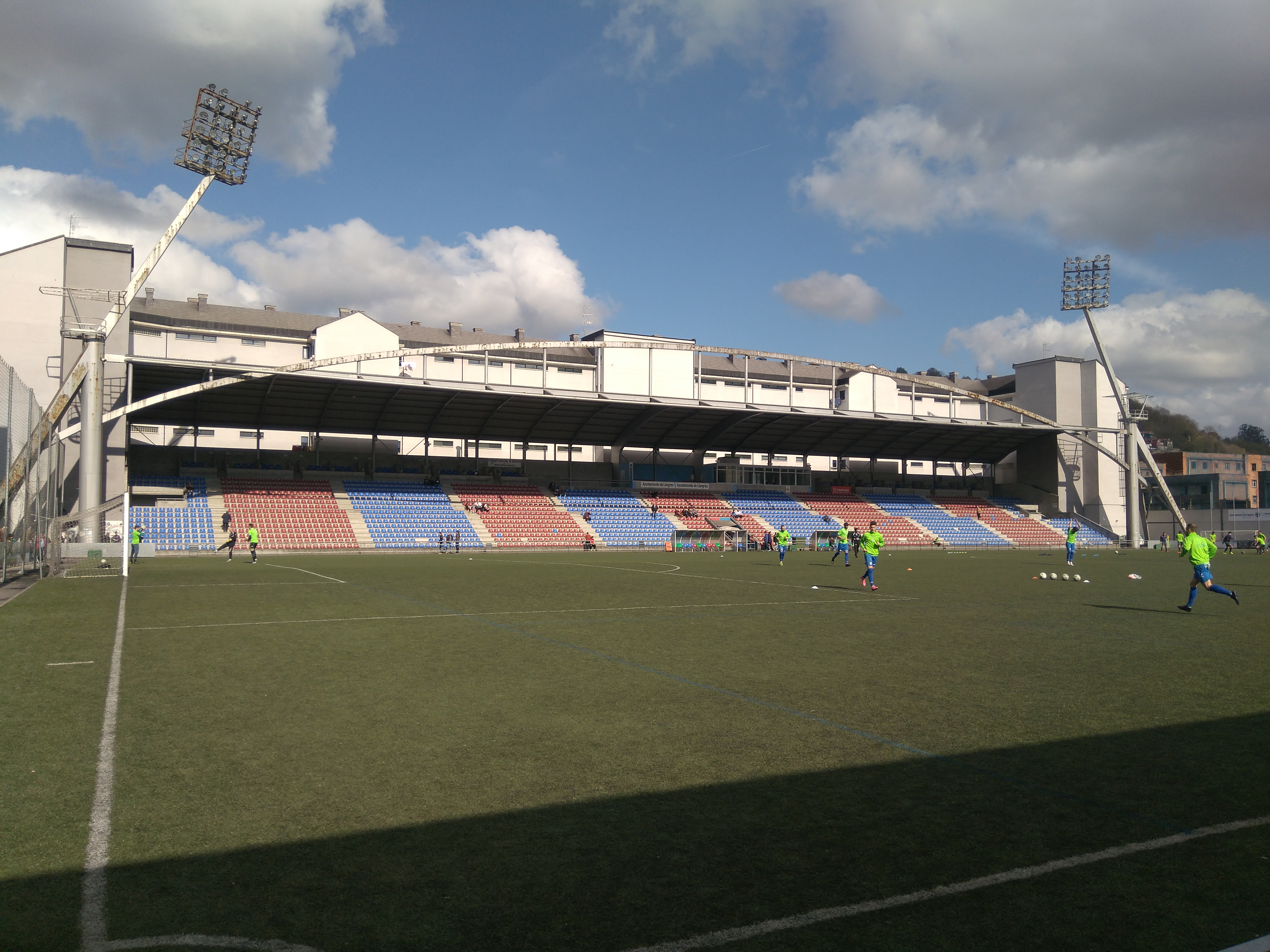
Estadio Ganzábal

- Palacio de Deportes Juan Carlos Beiro - Langreo Centro
- Polideportivo Municipal La Felguera
- Polideportivo Municipal de Ciaño
- Parque Deportivo de La Felguera
- Estadio Ganzábal, La Felguera
- Área deportiva de Los Llerones, Sama
- Área Deportiva de El Pilar, Lada
- Polideportivo Municipal Riaño
- Campo de El Candín, Tuilla